# Paula Seling
Paula Seling, född 25 december 1978 i Baia Mare, är en rumänsk sångerska. Hon representerade Rumänien i Eurovision Song Contest 2010 i Oslo tillsammans med Ovidiu Cernăuțeanu (mer känd som Ovi). De tävlade med låten "Playing With Fire", som är skriven av Ovi. Bidraget kom på tredje plats i finalen. I Eurovision Song Contest 2014 i Köpenhamn tävlade paret återigen tillsammans, denna gång med låten "Miracle" som gick vidare från den andra semifinalen.

## Disografi

### Album
- 2009: Believe
- 2006: De Sarbatori
- 2003: ...Fara Sfarsit
- 2002: Album De Cracium
- 2001: Prima Selectie
- 2001: Stii Ce Inseamna
- 2001: Ma Voi Intoarce
- 1999: De Dragoste
- 1998: Colinde Si Cantece Stinte
- 1998: Stiu Ca Exist
- 1998: Only Love

### Singlar
- 2009: Believer
- 2010: Playing With Fire (feat. Ovi)
- 2012: I'll show you (tillsammans med Alexander Rybak)
- 2014: Miracle (Feat. Ovi)